# Jizchak Katzenelson

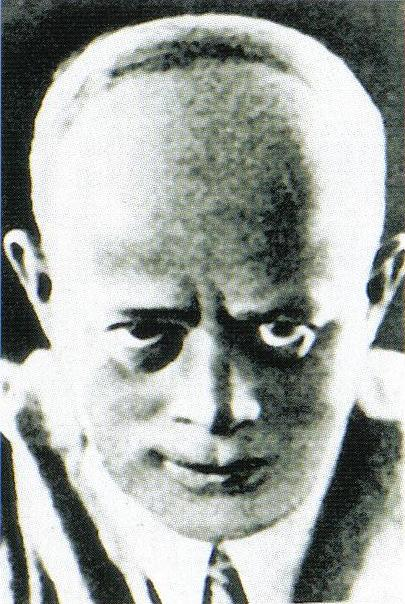
Jizchak Katzenelson

Jizchak Katzenelson (auch: Isaak, auch Kazenelson usw.; hebräisch יצחק קצנלסון, jiddisch יצחק קאצנעלסאָן; polnisch Icchak Kacenelson;) (geb. 21. Juli 1886 in Korelicze, heute Karelitschy, bei Nowogrudok; gest. 1. Mai 1944 im KZ Auschwitz-Birkenau) war ein jüdischer Lyriker und Dramatiker, der auf Neuhebräisch und Jiddisch schrieb und als Begründer des neuhebräischen Dramas gilt. Seine in einem Lager in Ostfrankreich versteckten letzten Dichtungen, die nach dem Krieg zum Teil ins Hebräische übersetzt wurden (Das Lied vom erschlagenen jüdischen Volk; Tagebuch; Hannibal; Generalstab), sind einmalige, erschütternde Dokumente der jüdischen Leidenserfahrung.

## Leben und Werk
Jizchak Katzenelson wurde 1886 in Karelicz (die Schreibweisen variieren) im Gouvernement Minsk als Sohn des hebräischen Schriftstellers Jakob Benjamin Katzenelson (1859 Kapulie – 1930 Łódź, Pseudonym Ben Jamini) geboren. Seit 1911 veröffentlichte Jizchak Katzenelson, der bereits im Alter von 13 Jahren Lieder zu schreiben begonnen hatte, Theaterstücke in Hebräisch und Jiddisch. Sein Drama Anu chajim umetim („Wir leben und sterben“) war das erste in hebräischer Sprache des Moskauer Theaters Habima.
Katzenelson lebte als Lehrer in Łódź, wohin seine Familie noch im Jahr seiner Geburt gezogen war. Zwei Monate nach dem Einmarsch der Deutschen in Polen floh er im November 1939 mit seiner Frau und drei Söhnen nach Warschau, wo sie in das Ghetto gerieten und festsaßen. Jizchak Katzenelson selbst betrieb dann dort u. a. eine Untergrundschule für jüdische Kinder. Seine Frau und zwei seiner Söhne wurden nach Treblinka deportiert und dort sofort nach der Ankunft vergast. In Warschau gründete er das hebräische Theater und organisierte nach der Besetzung Polens die jiddische Kulturarbeit. Bereits 1912 hatte er in Łódź ein hebräisches Theater, jüdische Kindergärten und Volksschulen gegründet.
Katzenelson war aktiv am Aufstand im Warschauer Ghetto beteiligt, der am 19. April 1943 begann. Um sein Leben zu retten, verschaffte ihm das Kommando der jüdischen Kampforganisation gefälschte honduranische Papiere und schleuste ihn in den „arischen Teil“ von Warschau, wo er, wie viele andere, vergeblich hoffte, über das Hotel Polski in die Freiheit zu gelangen. Stattdessen kam er in ein Sonder-KZ nach Vittel am Rande der Vogesen. Dort waren überwiegend amerikanische und britische Staatsbürger interniert, die gegen internierte Deutsche im feindlichen Ausland ausgetauscht werden sollten. Dort schrieb er auch sein Lid funm ojsgehargetn jidischen folk (Fertigstellung des Manuskripts am 17. Januar 1944). Das Manuskript vergrub er, in Flaschen verpackt, gemeinsam mit der Mitgefangenen Miriam Novitch, die überlebte, unter einem Baum. Das Lager wurde dann am 12. September 1944 von den Alliierten befreit. Eine Kopie des Manuskripts wurde, in einen Koffergriff eingenäht, durch eine Lagerkameradin, der er es übergeben hatte, 1944 nach Palästina geschmuggelt. Beide Exemplare sind erhalten geblieben.
Ende April 1944 wurde Katzenelson mit seinem siebzehnjährigen Sohn Zwi im „Konvoi 72“ nach Auschwitz deportiert, wo sie am 1. oder 3. Mai 1944 vergast wurden. Zuvor hatte er in Vittel seinen alten Freund aus früheren Lodzer Tagen, Dr. Nathan Eck (gest. Tel Aviv 22. Februar 1982), wiedergetroffen, der ebenfalls im April 1944 von Vittel nach Auschwitz deportiert werden sollte, dem es aber gelungen war, vom Zug abzuspringen und nach Paris zu entkommen. Im Februar 1945, noch vor Ende des Krieges, gab er Katzenelsons Werk Dos Lid …  im jiddischen Original in Paris heraus. Nathan Eck hatte Katzenelson in Vittel versprechen müssen, Dos Lid …  herauszugeben, sollte der Dichter den Krieg nicht überleben.

## Werke (Auswahl)
- Amnon (Drama, von der Habima aufgeführt)
- Anu chajim umetim, Warschau 1913 (Drama)
- Bachurim (Drama)
- Bigwulot Lita, Warschau 1907 (Poem, mehrere Folgeauflagen)
- Buch der Lieder, Übersetzung des Werkes von Heinrich Heine ins Hebräische (1904)
- Dekadenten (Drama)
- Dimdumim, Warschau 1910 (hebräische Gedichtsammlung in 2 Teilen)
- Dos lid funm ojsgehargetn jidischen folk, 1944 (15 Gesänge, gegliedert in 225 lange vierzeilige Strophen; in viele Sprachen übersetzt)
- Dus wasse Leben (Erzählungen)
- Fatima, 1920 (dramatische Dichtung)
- Generalstab
- Hamegl, Warschau 1911 (Drama)
- Hannibal
- Karrikaturen [sic] (Drama)
- Machmadim, 1924
- Saul Hanuvi, 1922 (biblisches Drama)
- Tagebuch
- Taltallim, 1922
- Tarschisch, 1923 (Drama)
- Über die Welt (Drama, in dem er seine Reisen durch Europa, Amerika und Palästina schildert)
- Unsere nunte Bakannte, 1922 (lyrisches Drama)
- 26 Kindererzählungen, Warschau 1911
- 606 (Drama)

## Übertragungen ins Deutsche
- Hermann Adler: Das Lied vom letzten Juden. Europa Verlag AG, Zürich, 1951 („dreisprachig“: Jiddisch-Jiddisch in lateinischer Umschrift-Deutsch; auch: Berliner Edition Hentrich 1992).
- Wolf Biermann, Großer Gesang vom ausgerotteten jüdischen Volk, Kiepenheuer & Witsch, Köln 1994 („dreisprachig“: Faksimile des Originals-Jiddisch in lateinischer Umschrift-Deutsch; Transkription durch Arno Lustiger, ISBN 3-462-02355-1)
- Helmut Homfeld: Das Lied vom ausgemordeten jüdischen Volk. 1996 (wörtliche Übersetzung von „dos lid funm ojsgehargetn jidischen folk“, private Veröffentlichung).
- Helmut Homfeld: Oh mein Volk! Mein Volk … Aufzeichnungen aus dem Internierungslager Vittel. (Übersetzung des „Vittel Diary“. Metropol Verlag, Berlin 1999, ISBN 3-936411-12-3)